# Sorry, I’m a Lady
«Sorry, I’m a Lady» — песня испанского дуэта Baccara, написанная продюсером группы Рольфом Соей и автором песен Фрэнком Досталом.
В 1977 году в ряде европейских стран песня была выпущена как сингл вместе с песней «Love You Till I Die» на стороне «Б». Несмотря на неплохие позиции в хит-парадах, успех предшествующего релиза, «Yes Sir, I Can Boogie», песне повторить не удалось: в ведущем европейском чарте — британском — сингл достиг лишь 8-й позиции.
Также композиция открывает сторону «Б» альбома «Baccara».

## Список композиций
7" сингл
1. «Sorry, I’m a Lady» — 3:37
2. «Love You Till I Die» — 4:29

## Позиции в чартах
| Чарт (1977—1978)          | Высшая позиция |
| ------------------------- | -------------- |
| Austrian Singles Chart    | 1              |
| German Singles Chart      | 1              |
| Netherlands Singles Chart | 1              |
| Norwegian Singles Chart   | 1              |
| Swedish Singles Chart     | 3              |
| Swiss Singles Chart       | 2              |
| UK Singles Chart          | 8              |